# Convento del Espíritu Santo (Madrid)
El convento del Espíritu Santo fue un convento ubicado en la Carrera de San Jerónimo de Madrid, donde hoy se levanta el Palacio de las Cortes. Fue fundado en 1594 por el Caballero de Gracia y se trasladó a su ubicación definitiva en 1599, hasta que fue demolido en 1842, tras ser desamortizado. Estuvo adscrito a la Congregación de Clérigos Regulares Menores.  

## Orígenes e historia
Fue fundado en 1594 bajo la advocación de San José por el beato Francesco Caracciolo y el padre José Imperato, sobre una casa que para tal efecto les dejó el famoso Jacobo Trenci, apodado el Caballero de Gracia. Según León Pinelo, allí estuvieron los religiosos hasta que tras surgir algunas diferencias con Jacobo Trenci, se trasladaron bajo el amparo de Magdalena de Guzmán, II marquesa del Valle de Oaxaca, por su matrimonio con Martín Cortés Zúñiga, a unas casas en la carrera de San Jerónimo que compró al marqués de Tabara. El traslado se efectuó el 20 de enero de 1599, tomando el patronato del convento dicha marquesa, quien caerá en desgracia y será desterrada de la Corte tras ser acusada de conspirar contra el valimiento del duque de Lerma desde la cámara de la reina Margarita de Austria, donde ejercía también de aya de la infanta Ana de Austria desde 1601.
En cuanto a su arquitectura, lo más destacable era su iglesia, levantada sobre planta de cruz latina, con crucero y cúpula sobre pechinas, las cuales, estaban decoradas con pinturas de Luis Velázquez. En el exterior, la fachada principal constaba de un cuerpo central flanqueado por dos torreones. En lo alto del cuerpo central, destacaba un medallón de mármol que representaba a Cristo resucitado. 
El convento quedó vacío tras un violento incendio ocurrido en 1823, mientras oía misa el duque de Angulema, el militar francés que al frente de los Cien Mil Hijos de San Luis acabó con el trienio liberal. El convento quedó muy dañado y los frailes tuvieron que abandonarlo, trasladándose al de Portacoeli. Así estuvo durante más de una década hasta que en 1834 la reina regente María Cristina ordenó que se habilitara la iglesia del convento para acoger la Sala de Sesiones de los procuradores del Estatuto Real. Tiburcio Pérez Cuervo se encargó de las obras de reforma. Para tal efecto, el edificio se modificó por completo, sobre todo la fachada, en donde se construyó un nuevo pórtico de ingreso. 
No obstante, en 1837, cuando los progresistas accedieron al poder, entendieron que aquel viejo edificio no era el adecuado para acoger a la cámara popular, por lo que en las Cortes constituyentes de aquel año decidieron la construcción de uno nuevo sobre el solar del antiguo convento. El 21 de marzo de 1842 comenzó la demolición de la iglesia, y 10 de octubre de 1843 la reina Isabel II puso la primera piedra del nuevo palacio del Congreso de los Diputados, el cual, realizado por el arquitecto Narciso Pascual y Colomer, fue inaugurado solemnemente el 31 de octubre de 1850.